# أبو الحسن بن أبي الربيع
أبو الحسين عبيد الله بن أحمد بن عبيد الله بن محمد بن عبيد الله ابن أبي الربيع القرشي الأموي العثماني الإشبيلي السبتي (599هـ/1203م - 688هـ/1289م). هو نحويٌّ أندلسي من مدينة إشبيلية، يعدُّه المؤرِّخون من رجال المدرسة الأندلسية في النحو.

## حياته
ولِدَ عبيد الله بن أحمد ابن أبي الربيع في مدينة إشبيلية في الأندلس، وكانت ولادته في سنة 599 من التقويم الهجري، ونشأ في إشبيلية وإليها يُنسَب، ويعود نسب عائلته إلى الخليفة الراشد عثمان بن عفان، وبعد أن استولى جيش الإفرنج على إشبيلية في 646 غادرها إلى مدينة سبتة، وفي سبتة استقرَّ وعمل في التدريس. أخذ ابن أبي الربيع علوم اللغة عن النحوي أبي علي الشلوبين، ولكنه لم يجلس في مجلسه، وأعطاه الشلوبين رخصةً للتدريس والإقراء، وكان الطلاب يتوافدون عليه ويأخذ منهم مقابل خدماته، واشتهر من طلابه ما يقارب الأربعين طالباً. ولم يكن الشلوبين وحده من تتلمذ لديه ابن أبي الربيع، فيذكر برنامج (فهرست) أحد طلابه أنَّ هناك أحد عشر شيخاً غيره أخذ ابن أبي الربيع عنهم. يُعدُّ ابن أبي الربيع من أئمة النَّحو في زمانه، وعلى الرغم من توافد الكثير الطلاب إليه فقد كان فقيراً، وقام بتأليف عدد من الكتب والشروح في النحو، ولا يُعرف له مسألةٌ نحوية خالف فيها النحاة السابقين له. وإلى جانب اهتمامه الأوَّل بعلوم اللغة كان ابن أبي الربيع مُطَّلِعاً على علوم الفرائض والفقه وأصول الفقه والقراءات القرآنية وعلوم الحديث والسيرة النبوية والحساب. تُوفِّي أبو الحسن بن أبي الربيع في يوم الجمعة السادس عشر من شهر صفر سنة 688 من التقويم الهجري، ودُفِنَ في في المقبرة الكبرى في سفح جبل ميناء، بينما يذكر كارل بروكلمان رأياً مغايراً وهو أنَّه عاد إلى مسقط رأسه إشبيلية وتُوفِّي هناك.

## مؤلفاته
ألّف عددًا من الكتب والشروح:
- «شرح كتاب سيبويه» (ويُسَمَّى «'تقييد كتاب سيبويه»).
- «الكافي في الإفصاح عن مسائل كتاب الإيضاح» (يشرح كتاب «الإيضاح» لأبي علي الفارسي، ويُسمَّى أيضًا «الكافي في الإفصاح عن نكت كتاب الإيضاح»، ويُعرَف اختصاراً «شرح الإيضاح للفارسي») وقد حققه ودرسه الدكتور فيصل الحفيان وصدر في (3 مجلدات)، عن مكتبة الرشد - الرياض (2001).
- «البسيط في شرح الجمل» (يشرح فيه كتاب الجمل للزجاجي، وهو أضخم أعماله ويُقسَّم إلى عشر مجلَّدات).
- «الشرح الأوسط على كتاب الجمل» (مختصر لعمله الرئيسي «البسيط في شرح الجمل»)
- «كان ماذا؟» (كتاب في النحو، يتِّخذ من مسألة السؤال الاستفهامي مدخلاً لعرض آرائه النحوية، ويرد فيه على مالك بن المرحل الذي أصر على صحة السؤال «كان ماذا؟»، بينما يرى أبو الحسن أنَّ هذه الجملة خاطئة، وبدأت بينهما مساجلات شديدة تخللها مهاجاة مقذعة، وهو ما دفع ابن أبي الربيع إلى تأليف هذا الكتاب).[13]
- «المُلخَّص في ضبط قوانين العربية»
- «القوانين النحوية»
- «تفسير القرآن الكريم» (آخر مؤلفاته)